# Fryderyk Gerbowski
Fryderyk Gerbowski (Varsavia, 17 gennaio 2003) è un calciatore polacco, centrocampista del Stal Mielec.

## Carriera
Cresciuto nell'Escola Varsovia, nel 2020 si trasferisce al Wisła Płock, con cui esordisce tra i professionisti il 26 settembre 2021, nella partita di Ekstraklasa persa per 3-1 contro lo Śląsk Breslavia; il 30 novembre prolunga il proprio contratto fino al 2024. Il 3 agosto 2022 viene ceduto in prestito allo Stal Mielec.

## Statistiche

### Presenze e reti nei club
Statistiche aggiornate al 18 novembre 2022.
| Stagione        | Squadra         | Campionato      | Campionato | Campionato | Coppe nazionali | Coppe nazionali | Coppe nazionali | Coppe continentali | Coppe continentali | Coppe continentali | Altre coppe | Altre coppe | Altre coppe | Totale | Totale | Totale |
| Stagione        | Squadra         | Comp            | Pres       | Reti       | Comp            | Pres            | Reti            | Comp               | Pres               | Reti               | Comp        | Pres        | Reti        | Pres   | Reti   |        |
| --------------- | --------------- | --------------- | ---------- | ---------- | --------------- | --------------- | --------------- | ------------------ | ------------------ | ------------------ | ----------- | ----------- | ----------- | ------ | ------ | ------ |
| 2021-2022       | Wisła Płock     | EK              | 18         | 0          | CP              | 0               | 0               | -                  | -                  | -                  | -           | -           | -           | 18     | 0      |        |
| 2022-2023       | Stal Mielec     | EK              | 14         | 1          | CP              | 2               | 0               | -                  | -                  | -                  | -           | -           | -           | 16     | 1      |        |
| Totale carriera | Totale carriera | Totale carriera | 32         | 1          |                 | 2               | 0               |                    | -                  | -                  |             | -           | -           | 34     | 1      |        |